# Simon van Velthooven
Simon van Velthooven (Palmerston North, 8 de diciembre de 1988) es un deportista neozelandés que compite en ciclismo en la modalidad de pista, especialista en las pruebas de velocidad, keirin y contrarreloj.
Participó en los Juegos Olímpicos de Londres 2012, obteniendo una medalla de bronce en la prueba de keirin y el quinto lugar en velocidad por equipos.
Ganó tres medallas en el Campeonato Mundial de Ciclismo en Pista entre los años 2012 y 2014.

## Medallero internacional
| Juegos Olímpicos   | Juegos Olímpicos      | Juegos Olímpicos  | Juegos Olímpicos  |
| Año                | Lugar                 | Medalla           | Competición       |
| ------------------ | --------------------- | ----------------- | ----------------- |
| 2012               | Londres (Reino Unido) | Medalla de bronce | Keirin            |
| Campeonato Mundial |                       |                   |                   |
| Año                | Lugar                 | Medalla           | Competición       |
| 2012               | Melbourne (Australia) | Medalla de bronce | 1 km contrarreloj |
| 2013               | Minsk (Bielorrusia)   | Medalla de plata  | 1 km contrarreloj |
| 2014               | Cali (Colombia)       | Medalla de bronce | 1 km contrarreloj |